# Eishockey-Weltmeisterschaft der Herren 2027
Die Eishockey-Weltmeisterschaft der Herren 2027 wird die 90. Austragung des von der Internationalen Eishockey-Föderation (IIHF) veranstalteten Wettbewerbs werden. Das Top-Turnier des Wettbewerbs soll im Mai 2027 in den deutschen Städten Düsseldorf und Mannheim stattfinden. 
Deutschland war zuletzt 2017 gemeinsam mit Frankreich Gastgeber der Weltmeisterschaft. Mit Deutschland und Kasachstan (Spielorte Almaty, Almaty Arena und Astana, Barys Arena) bewarben sich zwei Länder für die Austragung des Turniers. Kasachstan wäre zum ersten Mal Austragungsort gewesen. Der dritte Bewerber Norwegen mit den geplanten Spielorten Bærum (Telenor Arena) und Trondheim (Trondheim Spektrum) zog am 6. Januar 2023 die Bewerbung zurück.
Am 12. April 2023 teilte der DEB mit, dass man mit den zwei Spielorten Düsseldorf und Mannheim in die entscheidende Bewerbungsphase gehe. Das Eröffnungsspiel ist im Düsseldorfer Fußballstadion Merkur Spiel-Arena mit schließbarem Dach und über 50.000 Plätzen geplant. Die restlichen Partien sollen im PSD Bank Dome und in der SAP Arena ausgetragen werden. Die Entscheidung fiel am 26. Mai 2023 im Rahmen des IIHF-Jahreskongress während der Weltmeisterschaft in Finnland und Lettland. Deutschland erhielt 102 Stimmen (75 %) und Mitbewerber Kasachstan 34 Stimmen (25 %). Ob das Eröffnungsspiel in der großen Fußballarena stattfindet, ist gegenwärtig unklar.

## Top-Division

### Austragungsorte
| Ort        | Stadion       | Kapazität | Fotografie des Stadions |
| ---------- | ------------- | --------- | ----------------------- |
| Düsseldorf | PSD Bank Dome | 14.282    | PSD Bank Dome           |
| Mannheim   | SAP Arena     | 13.600    | SAP Arena               |